# Croton munizii
Espèce
Classification APG II (2003)
Croton munizii est une espèce de plantes à fleurs du genre Croton et de la famille des Euphorbiaceae présente à Cuba.